# Newszilla
Newszilla is een nieuwsserver van internetprovider XS4ALL. In 2000 werd deze server in gebruik genomen. Eigenlijk is het niet één server, maar een cluster van servers, die tezamen het nieuwsgroepenaanbod beheren. Toen de server in gebruik werd genomen, was deze de grootste nieuwsserver in Europa met 2,5 terabyte opslag voor binaire bestanden (binaries). Huidig (2012) bedraagt dit meer dan het honderdvoudige daarvan.
Waar veel providers een relatief karige nieuwsserver hebben, waarbij de zogenaamde binary-groepen niet of nauwelijks bewaard worden, houdt Newszilla veel binary-groepen zeker een week of langer vast.
Newszilla draait op Diablo onder Linux. 
Medio 2022 wordt de server door het moederbedrijf KPN uitgeschakeld.